# 森プロジェクト
森 プロジェクト（もり - 、1978年10月10日 - ）は、日本のピン芸人。本名、森 俊行。大阪府出身。

## 概説
- ジャグリングが得意で、もりやすバンバンビガロに時々ジャグリングを教えていた[2]。テレビCMの演技指導のため、松田翔太にも教えたことがある。
- 「R-1ぐらんぷり2006」「R-1ぐらんぷり2011」準決勝進出[3]。R-1ぐらんぷり2006予選一回戦ではネタに使用する予定だった電光掲示板が出番直前に突如故障し、急遽ネタを変えて合格した。その後、新しい電光掲示板を買ったため、一つのネタに10万円以上出費することになった。

## 出演番組
- ABCお笑い新人グランプリ（朝日放送、2009年1月12日） - 「あいはらコレクション」のコーナー
- あらびき団（TBS、2009年7月8日） - 大道芸実況コーナー